# Mama Grizzly
Mama Grizzly (au pluriel Mama Grizzlies ; traduisible en français par « maman grizzli ») est une expression politique américaine forgée par Sarah Palin, membre du Parti républicain et égérie du mouvement Tea Party, lors des élections de 2010 à la Chambre des représentants des États-Unis. Le terme est formellement introduit en juillet 2010 dans une vidéo postée sur YouTube et réalisé par le comité d'action politique de Palin, mais cette dernière l'utilise pour la première fois publiquement le 14 mai 2010, dans un discours à la Susan B. Anthony List  : « Si vous pensiez que les pit bulls étaient des durs, vous ne voudrez pas chercher des ennuis avec les Mama Grizzly, ».

## Histoire
Le grizzli est une sous-espèce de l'ours brun en Amérique du Nord, connue pour son agressivité, et tout spécialement celle des mères, très protectrices envers leurs enfants. Selon Palin, « une mère sait quand quelque chose ne va pas. En Alaska, je pensais à la maman grizzli qui se dresse sur ses pattes arrière quand quelqu'un vient attaquer ses petits [...]. Vous n'avez pas envie d'avoir affaire à une maman grizzly ». Le terme implique que chaque candidate qu'elle soutient montre la même férocité dans le combat pour les causes qu'elles défendent. 
Directement liées au Tea Party, les maman grizzli sont aux antipodes du féminisme. Ainsi, dans un entretien, Sarah Palin explique que les femmes sont à la maison, font les courses, les comptes et s'occupent des enfants tout en étant patriotes, opposées à l'avortement et à la réforme du système de santé de Barack Obama. Un sondage publié en mars 2010 montre que 55 % des sympathisants du mouvement Tea Party sont des femmes.

### Candidates soutenues par Sarah Palin en 2010
Parmi les candidates soutenue par Palin en 2010 lors d'élections législatives, sénatoriales et de gouverneurs se trouvent notamment Kelly Ayotte, Renee Ellmers, Mary Fallin, Carly Fiorina, Nikki Haley, Karen Handel, Vicky Hartzler, Susana Martinez, Christine O'Donnell, Martha Roby, Jackie Walorski, Michele Bachmann et Cathy McMorris Rodgers.

### Réponse de Emily's List
En réponse à la liste de Mama Grizzly de Palin, Emily's List, un groupe composé de femmes progressistes et adhérentes au mouvement pro-choix, montent une campagne intitulée Sarah Doesn't Speak for Me (en français: « Sarah ne parle pas pour moi »). Le but de la campagne est de « combattre les radicaux et les nombreuses candidatures soutenues par Palin à travers le pays ». Lors de leur campagne, les partisanes de Emily's List créent une vidéo avec des femmes déguisées en grizzli disant être des mama grizzly qui luttent pour leurs enfants et pourquoi elles s'opposent à Sarah Palin. Le groupe n'a pas de grande visibilité dans les médias mais récolte toutefois des fonds substantiels.